# Gergely Kulcsár

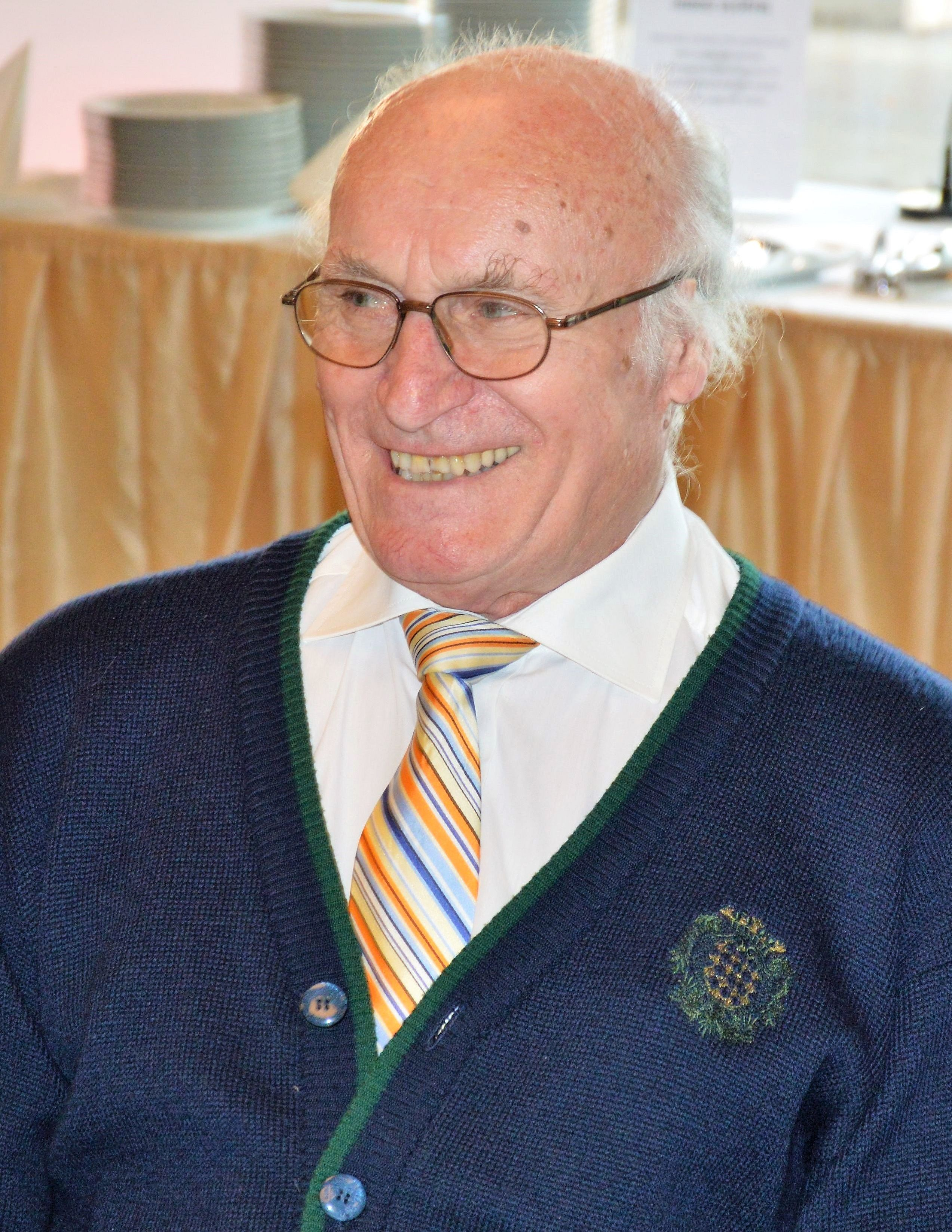
Gergely Kulcsár (2013)

Gergely Kulcsár [ˈgɛrgɛj 'kulʧaːr] (* 10. März 1934 in Nagyhalász; † 12. August 2020) war ein ungarischer Leichtathlet, der in den 1960er Jahren zur Weltspitze im Speerwurf zählte. Er nahm erfolgreich an vier Olympischen Spielen und fünf Europameisterschaften teil. 

## Karriere
Er gewann zahlreiche Landesmeisterschaften (Titel vor 1960 nicht belegt):
| Jahr      | 1960  | 1962  | 1963  | 1964  | 1965  | 1966  | 1967  | 1968  | 1969  | 1971  |
| Weite (m) | 77,68 | 78,47 | 78,08 | 79,85 | 80,86 | 79,08 | 83,20 | 79,72 | 79,72 | 84,92 |

Sein erster internationaler Auftritt waren die 
- Europameisterschaften 1958 in Stockholm, wo er hinter dem Polen Janusz Sidło  (Gold mit 80,18 m) und dem Norweger Egil Danielsen (Silber mit 78,27 m) die Bronzemedaille gewann. Zwei Jahre später bei den
- Olympischen Spielen 1960 in Rom konnte er diesen Erfolg wiederholen: Nachdem er in der Qualifikation 79,70 m geworfen hatte, die Platz 2 bedeutet hätten, gelang ihm im Finaldurchgang ein Wurf von 78,57 m, der ihm hinter Wiktor Zybulenko aus der UdSSR (Gold mit 84,64 m) und Walter Krüger  aus der DDR (Silber mit 79,36 m) seine zweite Bronzemedaille eintrug. Weniger gut lief es für ihn bei den
- Europameisterschaften 1962 in Belgrad. Hier kam er mit 76,89 m auf Platz 5 (Siegesweite des Letten Jānis Lūsis: 82,04 m). Zwei Jahre später, bei den

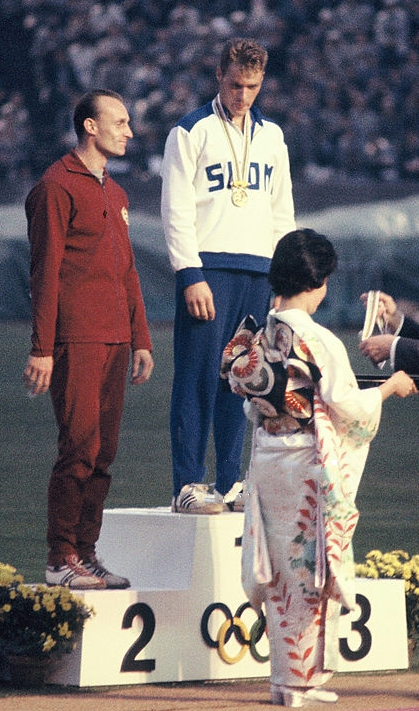
Kulcsár und Pauli Nevala in Tokio, 1964.

- Olympischen Spielen 1964 in Tokio ging es jedoch wieder bergauf: Mit der Silbermedaille für seine beste Weite von 82,32 m hinter dem mit 82,66 m siegreichen Finnen Pauli Nevala erzielte er seine beste internationale Platzierung und besiegte zudem Europameister Jānis Lūsis, der mit 80,57 m Dritter wurde. Wie knapp er Nevala unterlegen war, zeigt folgender Vergleich der besten drei Würfe beider Athleten:
Nevala: 82,66 m – 78,39 m – 76,42 m
Kulcsár: 82,32 m – 78,28 m – 77,28 m
- Bei den Europameisterschaften 1966 in Budapest konnte er mit einer Leistung von 80,54 m Nevala um 18 Zentimeter auf Platz 4 verdrängen und sich erneut eine Bronzemedaille sichern, unterlag jedoch gegen Lusis (Gold mit 84,84 m) und den Polen Władysław Nikiciuk  (Silber mit 81,76 m). Seine letzte Medaille gewann er bei den
- Olympischen Spielen 1968 in Mexiko-Stadt, wo er mit vorzüglichen 87,06 m nur Jānis Lūsis (Gold mit 90,10 m) und dem Finnen Jorma Kinnunen (Silber mit 88,58 m) den Vortritt lassen musste und seine vierte Bronzemedaille mit nach Hause nehmen durfte.

Von nun an ging die Leistungskurve des mittlerweile 35-jährigen verständlicherweise zurück. Im Jahr 1969 warf er zwar gute 83,30 m, konnte an diese Leistung bei den 
- Europameisterschaften 1969 in Athen aber nicht ganz anknüpfen und wurde mit 81,14 m Vierter (Siegesweite von Jānis Lūsis: 91,52 m).

Auch an den Europameisterschaften 1971 in Helsinki sowie an den Olympischen Spielen 1972 in München nahm er teil, scheiterte jedoch bereits in der Qualifikation und landete auf Platz 15 (76,48 m) bzw. 14 (77,24 m). 
Leistungsentwicklung
| Jahr      | 1957  | 1958  | 1959  | 1960  | 1962  | 1963  | 1964  | 1965  | 1966  | 1967  | 1968  | 1969  | 1971  |
| Weite (m) | 73,97 | 76,36 | 76,36 | 79,30 | 78,80 | 80,29 | 82,24 | 84,18 | 85,38 | 85,74 | 87,06 | 83,30 | 85,14 |